# Puente Quebrado, delstaten Mexiko
Puente Quebrado, även benämnd Pozo San Isidro, är en ort i Mexiko, tillhörande kommunen Texcoco i delstaten Mexiko. Puente Quebrado ligger i den centrala delen av landet och tillhör Mexico Citys storstadsområde. Orten hade 254 invånare vid folkräkningen 2010.